# Fehér-patak (Ronyva)
A Fehér-patak a Ronyva-patak mellékvize, amely a Zemplénben, Sátoraljaújhely felett torkollik a Ronyva-árapasztó medrébe, azon keresztül pedig a Ronyvába.

## Eredete, forrásai
A patak a Sátoraljaújhely külterületén, a Rudabányácska csatolt települést övező völgyekben, a Tarda-völgyben, illetve a Sátoraljaújhely és Sárospatak közigazgatási határán húzódó Szénégető-völgyben fakadó források vizét gyűjti össze.

## Megközelítése
Forrásvidéke a 3718-as útról közelíthető meg – mely úttal jó pár kilométeren át többé-kevésbé párhuzamosan folyik, illetve kétszer keresztezi is azt –, legnagyobb hídja a 37-es főutat szolgálja ki. Megszüntetése előtt átszelte (a főúttól pár méterre nyugatra) a Hegyközi Kisvasút vonala is, hajdani vasúti hídján ma kerékpárút húzódik.

## Mederszabályozások
A XIX századi vasútépítés során a Ronyva-patak első szabályozása is megtörtént, ekkor épült meg a Kassa felé vezető vasútvonal mellett az a meder, mely a Trianoni békeszerződés szerint 1920-tól államhatárt képez. A Ronyva első szabályozása után régi mederben a Fehér-patak folyt át a városon, egészen az 1968-ban kezdődött újabb vízrendezésig.
Ekkor történt meg egy osztómű építése a Ronyva 5+907 szelvényében és árapasztó meder építése az osztómű és a Ronyva 3+650 szelvénye között a Sátoraljaújhely belterületén, valamint a Fehér-patak átmetszése az árapasztó meder osztómű alatti szakasza és a közúti híd között.